# Налоговый аудит
Налоговый аудит – выполнение аудиторской организацией специального аудиторского задания по рассмотрению бухгалтерских и налоговых отчётов экономического субъекта с целью выражения мнения о степени достоверности и соответствия во всех существенных аспектах нормам, установленным законодательством, порядка формирования, отражения в учёте и уплаты экономическим субъектом налогов и других платежей в бюджеты различных уровней и внебюджетные фонды.

## Соотношение общего и налогового аудита
В соответствии с Федеральным законом от 30.12.2008 N 307-ФЗ "Об аудиторской деятельности" существуют некоторые категории хозяйствующих субъектов, для которых общий аудит является обязательным, такие организации указаны в статье 5 указанного закона. Общий аудит предполагает независимую проверку бухгалтерской (финансовой) отчётности аудируемого лица в целях выражения мнения о достоверности такой отчётности.
Налоговый аудит как отдельный вид аудита Законом N 307-ФЗ не выделяется, а относится, скорее, к сопутствующим услугам и поэтому является инициативным, т.е. необязательным. Фактически налоговый аудит может быть частью общего аудита, если заказчик общего аудита пожелает подвергнуть проверке налоговый учёт и налоговую отчётность своей организации. Однако налоговая составляющая общего аудита не может охватить всего объёма информации, влияющей на налоговые обязательства организации. Поэтому, для того чтобы максимально полно изучить и впоследствии снизить налоговые риски организации, необходимо провести полноценный налоговый аудит.
Многие организации, для которых общий аудит является обязательным, указывают в договорах с аудиторскими фирмами объём работ по налоговому аудиту. Как правило, это увеличивает общую стоимость работ. Однако если организация действительно стремится снизить свои налоговые риски, ей необходимо проводить полный налоговый аудит. Проверка налоговой отчётности и налогового учёта в отличие от общего аудита должна проводиться сплошным методом. Очевидно, что объём налоговой информации значительно меньше, чем объём всей финансовой информации организации, поэтому сплошной метод проверки вполне применим для налогового аудита.

## Заказчики налогового аудита
В первую очередь налоговый аудит пользуется спросом у крупных компаний, осуществляющих несколько видов деятельности, в том числе экспортно-импортные операции. Обороты таких компаний велики, поэтому и налоговые обязательства, в том числе штрафы и пени, составляют немалые суммы. Таким образом, дабы минимизировать налоговые выплаты, а также избежать штрафных санкций, крупной компании целесообразно и экономически выгодно провести налоговый аудит, посредством которого удастся выявить и нейтрализовать ошибки в ведении налогового учёта и составлении налоговой отчётности. В данном случае под налоговым учётом понимается не только учёт по налогу на прибыль организаций, регламентированный главой 25 НК РФ, но и расчёт сумм к уплате по всем налогам, уплачиваемым организацией. Отдельно налоговый аудит могут заказать и организации, для которых обязательным является общий аудит. К таким организациям относятся: открытые акционерные общества; кредитные, страховые организации, товарные и фондовые биржи, инвестиционные фонды, государственные внебюджетные фонды, источником образования средств которых являются предусмотренные законодательством Российской Федерации обязательные отчисления, производимые физическими и юридическими лицами, а также фонды, источниками образования средств которых являются добровольные отчисления физических и юридических лиц; организации и индивидуальные предприниматели, объём выручки от реализации продукции которых за один год превышает 500 тыс. МРОТ или сумма активов баланса, которых на конец отчётного года превышает 200 тыс. МРОТ; иные организации, в отношении которых обязательный аудит предусмотрен федеральным законом.
В таком случае налоговый аудит целесообразно проводить в рамках обязательной аудиторской проверки. Фактически налоговый аудит по методу проведения схож с проверкой, которую проводят налоговые органы. Поэтому, если перед налоговой проверкой в организации проведён налоговый аудит, риски выявления ошибок и, как следствие, начисления пени и привлечения к налоговой ответственности существенно снижаются. Следующей категорией хозяйствующих субъектов, которым необходим налоговый аудит, являются организации, в которых произошла смена главного бухгалтера. По объективным причинам это весьма негативно сказывается на качестве ведения бухгалтерского и налогового учёта в организации. Главному бухгалтеру, который порой единолично занимается всеми вопросами, связанными с налогообложением, весьма сложно в новой фирме организовать правильное ведение налогового учёта и исправить уже имеющиеся ошибки предшественника. Ему необходима помощь в виде налогового аудита. Проведение налогового аудита в организации может заказать также собственник или руководитель организации с целью проверить правильность исчисления и уплаты налогов.

## Методика проведения налогового аудита
Практически каждая аудиторская фирма имеет собственные методы и способы проведения аудита. Создать универсальную методику налогового аудита невозможно, так как, несмотря на единство налоговой системы России, каждый хозяйствующий субъект имеет свои особенности в исчислении и уплате налогов, что может привести к ошибкам и нарушениям, выявление которых и является задачей налогового аудита. В целом налоговый аудит можно определить как выполнение аудиторской организацией специального аудиторского задания по рассмотрению бухгалтерских и налоговых отчётов экономического субъекта с целью выражения мнения о степени достоверности и соответствия нормам, установленным законодательством, порядке формирования, отражения в учёте и уплаты экономическим субъектом налогов и других платежей в бюджеты разных уровней и внебюджетные фонды. Налоговый аудит как процесс состоит из нескольких этапов: предварительная оценка (экспертиза) существующей системы налогообложения экономического субъекта; проверка и подтверждение (неподтверждение) правильности исчисления и уплаты экономическим субъектом налогов и сборов в бюджет и внебюджетные фонды; оформление и представление результатов проведения налогового аудита.
На каждом из этих этапов аудиторы выполняют определённые проверочные действия. Так, на первом этапе необходимо: провести общий анализ элементов системы налогообложения экономического субъекта; определить основные факторы, влияющие на налоговые показатели; проверить правильность методики исчисления налоговых платежей; провести правовую и налоговую экспертизу существующей системы хозяйственных отношений; проанализировать организацию документооборота и изучить функции и полномочия служб, ответственных за исчисление и уплату налогов; осуществить предварительный расчёт налоговых показателей экономического субъекта. Выполнение процедур на данном этапе позволяет рассмотреть такие существенные факторы, как специфика основных хозяйственных операций экономического субъекта и существующие объекты налогообложения, соответствие применяемого организацией порядка налогообложения нормам действующего законодательства, оценить уровень налоговых обязательств и потенциальных налоговых нарушений.
На следующем, основном, этапе проверки необходимо определить, на каких именно участках налогового учёта необходима углублённая проверка. По результатам предварительного анализа аудиторы могут выявить проблемные моменты в налоговой системе организации, поэтому проводить полноценный аудит всех участков налоговой системы нецелесообразно. Например, на первом этапе вполне можно понять, что проблемы у организации, скорее всего, возникнут с экспортным НДС, так как организация реализует товары (работы, услуги) за рубеж, с налогом на прибыль, так как учёт доходов и расходов в целях налогообложения не организован должным образом, с акцизами, если организация реализует подакцизную продукцию, и т.д. С другой стороны, можно сразу определить участки, где проблем, вероятнее всего, не возникнет. Это касается в первую очередь несложных налогов (налог на рекламу, транспортный налог и т.д.).
Таким образом, проверку исчисления и уплаты налогов можно проводить в тематическом разрезе. Однако в организациях со сложной и объёмной системой налоговых обязательств, имеющих обособленные подразделения, дочерние компании, применяющих разные режимы налогообложения (общий режим у головной организации и единый налог на вменённый доход у обособленного подразделения), второй этап налогового аудита должен проводиться сплошным методом. При проведении второго этапа работ осуществляется проверка налоговой отчётности, представленной экономическим субъектом по установленным формам, правильности исчисления налогов, сроков уплаты и т.д. При этом способы и методы проверки каждого налога имеют свои особенности. Например, при проверке правильности исчисления налога на прибыль в первую очередь обращается внимание на документальное подтверждение и экономическую обоснованность затрат.
В ходе налогового аудита проводится проверка правильности формирования налоговой базы и заполнения налоговых деклараций организации. Как уже отмечалось, под налоговым учётом мы понимаем весь учёт, в том числе и бухгалтерский, который содержит данные, влияющие на формирование налоговых обязательств организации. В настоящее время практически все налоги, за исключением налога на прибыль, единого налога, уплачиваемого в связи с применением упрощённой системы налогообложения, налога на добавленную стоимость и некоторых других, исчисляются по данным бухгалтерского учёта. Итак, аудиторы, проводящие проверку, проводят экспертизу бухгалтерского и налогового учёта за весь период, подлежащий проверке. Экспертиза включает проведение анализа первичных документов, получение разъяснений от руководства о показателях и методиках, положенных в основу налогового расчёта. В ходе проверки (аудита) аудиторы должны тесно взаимодействовать с бухгалтерской и юридической службами организации, а также непосредственно с руководством.
В первую очередь аудиторы должны понимать, чем и каким образом на самом деле занимается проверяемая организация. Дело в том, что практически любая фирма в той или иной степени и в разных масштабах заключает сделки, в которых существо отношений не соответствует их юридическому оформлению. Наиболее распространённый пример - обналичивание денежных средств. В целях документального оформления такой сделки многие организации заключают фиктивные договоры подряда. Проведение данных операций при недостаточно грамотном юридическом оформлении может привести к весьма серьёзным последствиям. Аудитор не должен оставлять без внимания все проблемные и рисковые (с точки зрения налогообложения) сделки проверяемой организации, поэтому руководство организации и бухгалтерская служба должны обеспечить аудитора не только формальной информацией о своей деятельности, но и фактической.
Необходимость тесного взаимодействия проверяющей и проверяемой сторон в ходе налогового аудита вызвана также тем, что в ходе проверки бухгалтерия организации должна стремиться незамедлительно исправить максимально возможное количество обнаруженных аудиторами ошибок. Таким образом, целью налогового аудита является не обнаружение как можно большего количества ошибок и занесение их в отчёт, а исправление обнаруженных ошибок вместе с работниками организации. Если некоторые ошибки уже невозможно исправить по тем или иным причинам, аудиторы вносят их в свой отчёт с рекомендациями о том, как в дальнейшем избежать аналогичных ошибок. На третьем, заключительном, этапе подводятся результаты проведённого аудита. Результаты аудиторской проверки оформляются аудиторским заключением. В заключении о результатах выполнения специального аудиторского задания по проведению налогового аудита следует выразить мнение: о степени полноты и правильности исчисления, отражения и перечисления экономическим субъектом платежей в бюджет и внебюджетные фонды; о правильности применения экономическим субъектом налоговых льгот.
Однако само по себе заключение не несёт аналитической и рекомендательной информации. Поэтому заказчик аудита должен также требовать отчёт об аудиторской проверке, в котором подробно рассмотрены все выявленные ошибки и даны рекомендации по их исправлению. Проверяющая организация несёт ответственность за правильность и полноту отражения данных в заключении и (или) отчёте аудитора о выявленных им искажениях.

## Ответственность аудиторов
Очевидно, что аудиторы, как и работники налоговых органов, способны выявить возможные нарушения действующего законодательства. Однако цель налоговых органов - привлечь хозяйствующего субъекта к ответственности, а цель аудиторов - снизить вероятность привлечения к ней организации. Аудиторы не могут заставить своего заказчика принимать те или иные решения, они могут только дать обоснованные рекомендации. Таким образом, в случае выявления нарушений налогового законодательства и искажений бухгалтерской и налоговой отчётности экономического субъекта, носящих существенный характер, аудиторская организация должна сообщить руководству экономического субъекта об ответственности за допущенные нарушения и необходимости внесения изменений в бухгалтерскую отчётность, уточнения налоговых деклараций и расчётов.
Если бухгалтерия организации не сочтёт нужным исправить существенные нарушения, выявленные аудиторской организацией по результатам выполнения специального аудиторского задания, аудиторская организация должна направить письмо-уведомление на имя руководителя организации о данном факте и сообщить об ответственности за нарушение действующего законодательства. Решение о том, следовать или не следовать рекомендациям аудиторской фирмы, остаётся за руководителем организации. Таким образом, аудиторская фирма освобождает себя от ответственности и перед законом, и перед клиентом в случае привлечения последнего к ответственности. Однако у аудиторской фирмы есть определённые обязательства перед клиентом. В частности, она несёт ответственность за несоблюдение конфиденциальности коммерческой информации проверяемой организации. По окончании налогового аудита заказчик может воспользоваться иными услугами аудиторской фирмы.
Так, аудиторская фирма может предложить своим клиентам разработать и представить: рекомендации и предложения по улучшению существующей системы налогообложения экономического субъекта; оптимальные механизмы начисления налогов с учётом особенностей экономического субъекта; рекомендации о полном и правильном использовании экономическим субъектом налоговых льгот; предложения по созданию конкретного комплекса мер, направленных в рамках действующего законодательства на оптимизацию налогов и снижение налоговых рисков; предварительный расчёт налоговых платежей при различных вариантах договорных отношений экономического субъекта и видах деятельности; рекомендации по достижению соответствия принципов налогового учёта, применяемых отдельными подразделениями и филиалами, единой системе налогового планирования, действующей у экономического субъекта; рекомендации и предложения по созданию системы внутреннего контроля экономического субъекта за правильностью исчисления налогов и сборов; предложения по адаптации действующей системы налогового планирования и учёта к возможным изменениям требований налогового законодательства.
Аудиторская организация может также представлять интересы хозяйствующего субъекта в отношениях с налоговыми органами. Общение с налоговыми органами в ходе и по результатам проведения налогового аудита осуществляется: для получения разъяснений по актам проверок, проведённых налоговыми органами в отношении проверяемого экономического субъекта; при оказании консультаций (юридических, бухгалтерских, налоговых и др.) экономическому субъекту в спорах с налоговыми органами; в других необходимых случаях.
Результатом оказания сопутствующих услуг по налоговым вопросам могут быть: указания на наличие налоговых правонарушений и налоговых последствий для экономического субъекта в случаях обнаружения нарушений норм налогового законодательства; практические рекомендации по устранению негативных последствий, связанных с установленными нарушениями налогового законодательства; разработка новых проектов построения как общей системы налогообложения экономического субъекта, так и отдельных её элементов; внесение рекомендаций по адаптации элементов и регистров бухгалтерского учёта (в том числе и при использовании компьютерной обработки данных) к выбранной концепции управления налогами, разработанному комплексу налоговых проектов, изменениям в налоговом законодательстве и другим факторам, оказывающим существенное влияние на уровень полноты, правильности и своевременности исчисления и перечисления платежей в бюджет и внебюджетные фонды; разработка комплекса организационно-правовых и оперативных управленческих мер, направленных на создание постоянно действующей системы налогового планирования.
Однако следует иметь в виду, что положительный результат от оказания сопутствующих налоговому аудиту услуг может быть достигнут только тогда, когда этим услугам предшествовал налоговый аудит как таковой. В противном случае аудиторы не смогут оперировать всем объёмом информации об организации и её деятельности, а значит, и найти эффективное решение проблемы.

## Налоговый аудит как способ выявления переплат по налогам
В практике распространение получил налоговый аудит который состоит в законном уменьшении налогов путём применения отдельных судебных решений и положений Налогового Кодекса РФ (далее НК РФ).
Приведём пример судебного решения, на основании которого у налогоплательщиков появилась возможность уменьшить налог на прибыль - Определение Президиума ВАС РФ № ВАС-12510/12 от 08 ноября 2012 года. ВАС РФ указал, что переплата в бюджете, которая не подлежит зачёту (возврату) относится к внереализационным расходам.
Также элементами налогового аудита являются создание резервов по сомнительным долгам (ст. 266 НК РФ), применение повышающих коэффициентов амортизации (ст. 259.3 НК РФ), определения сопоставимых долговых обязательств (п. 1 ст. 269 НК РФ).